# آبی نیاره
آبی نیاره (فرانسوی: Haby Niaré‎؛ زادهٔ ۲۶ ژوئن ۱۹۹۳) تکواندوکار اهل فرانسه است.